# Buzzcocks
Buzzcocks is een Britse punkband, opgericht in Bolton in 1975 door Howard Devoto en Pete Shelley.

## Biografie
Howard Devoto (artiestennaam voor Howard Trafford) plaatste in 1975 een oproep voor het vormen van een band op het prikbord van de Universiteit van Bolton, waarop Pete Shelley (artiestennaam van Peter McNeish) reageerde. Samen startten ze, geïnspireerd op de Sex Pistols, de band Buzzcocks. Ze maakten snel naam in de punkscene van Manchester.
Devoto verliet de band na twee jaar. Hij startte de band Magazine. Met die band nam hij de post-punkklassieker Shot By Both Sides op, een nummer dat hij samen met Shelley schreef.
Love Bites is het bekendste album van Buzzcocks en ook meteen het succesvolste. Enkele bekende nummers:
- Ever Fallen In Love
- Promises
- What Do I Get?
- Orgasm Addict
- Fast Cars

Buzzcocks bestaat nog steeds. Een leidende rol is er voor gitarist/zanger/tekstschrijver Steve Diggle. Tot zijn dood in 2018 had naast Diggle ook zanger/gitarist/tekstschrijver Shelley de leiding in handen.

## Albums

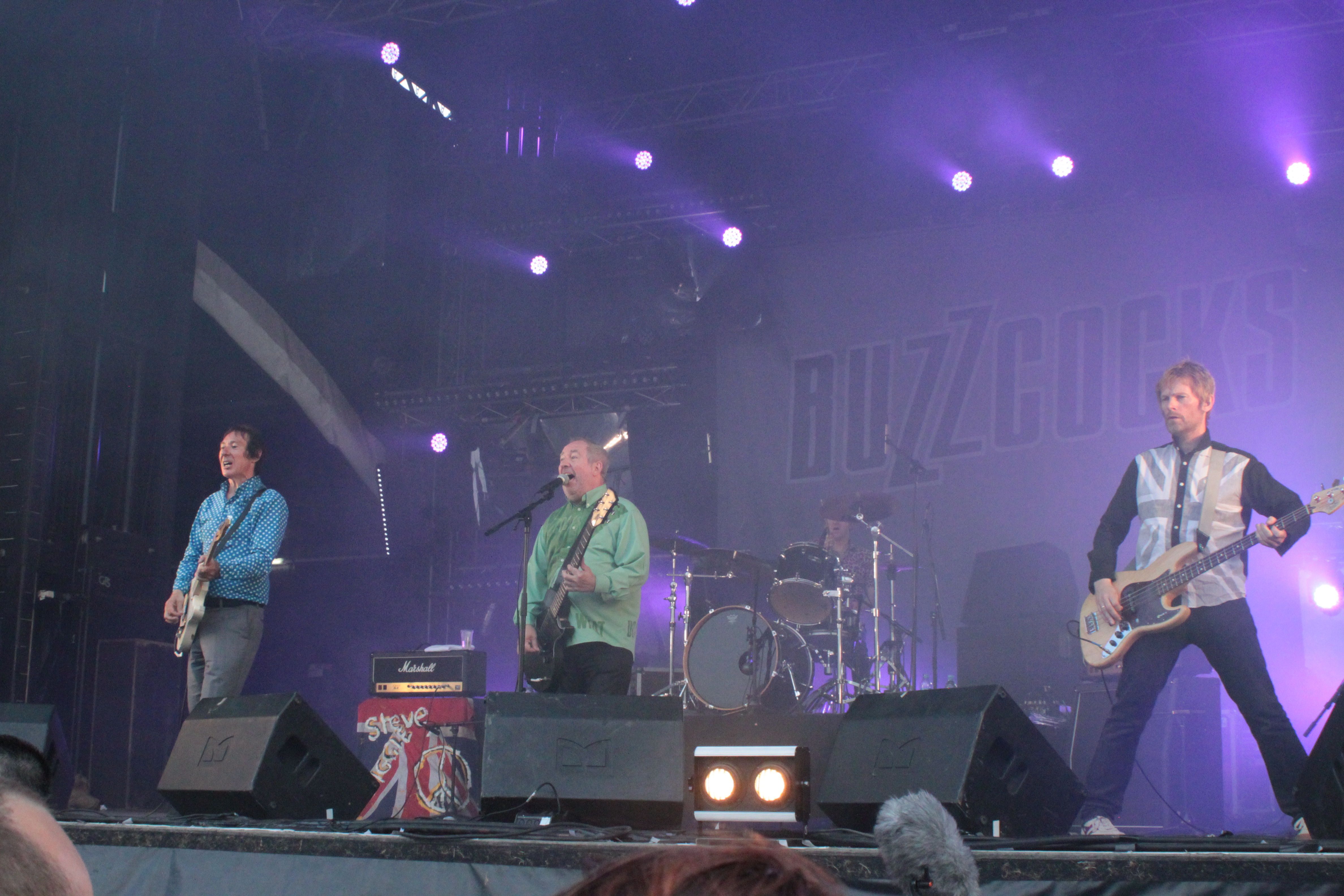
Van links naar rechts:
Steve Diggle, Pete Shelley, John Maher, Chris Remington, op Hellfest 2013

- 1978 · Another Music in a Different Kitchen
- 1978 · Love Bites
- 1979 · A Different Kind of Tension
- 1989 · Live at the Roxy Club
- 1993 · Trade Test Transmissions
- 1996 · All Set
- 1999 · Modern
- 1999 · Paris: Encore du Pain
- 2003 · Buzzcocks
- 2006 · Flat-pack Philosophy
- 2014 · The Way